# British United Airways
Pour les articles homonymes, voir BUA.
British United Airways (BUA) est une compagnie aérienne britannique privée et indépendante  formée à la suite de la fusion d'Airwork Services et de Hunting-Clan Air Transport en juillet 1960, ce qui en a fait la plus grande compagnie aérienne entièrement privée basée au Royaume-Uni. British and Commonwealth Shipping (B&C) (en) est le principal actionnaire de la nouvelle compagnie aérienne. Elle disparaît, en 1970, rachetée par Caledonian Airways pour former la British Caledonian.

## Histoire
La compagnie Airwork est formé en 1928,,. Au cours des années 1930, elle aide à établir les prédécesseurs des compagnies aériennes nationales de l'Inde, de l'Égypte et de la Rhodésie après la Seconde Guerre mondiale.
Au moment où Airwork fusionne avec Hunting-Clan pour former BUA, les filiales d'Air Transport comprennent déjà Airwork Helicopters, Air Charter, Bristow Helicopters, Channel Air Bridge, Transair et Morton Air Services. Hunting-Clan est, à l'origine, connu sous le nom de Hunting Air Travel. Elle devient Hunting Air Transport, puis Hunting-Clan lorsqu'elle est reprise par la compagnie maritime Scottish Clan Line, une filiale de B&C.
Airwork change son nom pour British United Airways le 19 mai 1960, qui précède la formation officielle de BUA le 1er juillet de cette même année. Les origines du nouveau nom remontent à United Airways, l'un des trois prédécesseurs de British Airways d'avant la Seconde Guerre mondiale. La réutilisation du nom United Airways avec le préfixe British a été convenue avec l'actionnaire Whitehall Securities, l'actionnaire majoritaire de United Airways et de Spartan Air Lines avant la fusion de ces compagnies aériennes avec Hillman's Airways pour former la société britannique d'avant-guerre British Airways.
À la suite de la création de BUA, Blue Star Line, Furness Withy et B&C détiennent 72% du capital de la nouvelle compagnie. Les 28 % restants sont partagés entre la Clan Line (8 %), Loel Guinness (10 %) et Whitehall Securities (10 %). Cette structure de propriété fait de la famille Cayzer les actionnaires principaux. Sir Nicholas Cayzer, Anthony Cayzer et Clive Hunting, alors président du groupe Hunting  sont  nommés au conseil d'administration principal qui contrôle le groupe de sociétés BUA,,.
En novembre 1961, les actionnaires du groupe BUA créent Air Holdings en tant que nouvelle holding pour l'ensemble du groupe,,,,,.
En janvier 1962, British Aviation Services rejoint l'entité fusionnée. Britavia et Silver City Airways sont ses filiales aériennes,,,,. P&O est le principal actionnaire avec une participation de 70 %, tandis qu'Eagle Star et Cable & Wireless sont des actionnaires minoritaires qui détiennent respectivement 20 % et 10 % de son capital social,.
BUA commence ses opérations à partir de sa nouvelle base à l'aéroport de Gatwick avec une flotte mixte de 43 avions de ligne et 47 hélicoptères. cette flotte comprend des avions de ligne à pistons Douglas DC-3 Dakota / C-47 Skytrain, DC-4 / C-54 Skymaster et DC-6 ainsi que des turbopropulseurs plus modernes Bristol Britannia et Vickers Viscount. Ceux-ci continue à servir les routes, des résidents britanniques uniquement, vers l'Afrique orientale, centrale, australe et occidentale lancées par Airwork et Hunting-Clan,,,,, ainsi que des vols de troupes militaires à partir de Stansted sous contrat avec le ministère de la Défense (MoD)  et divers vols charters de passagers et de fret. Au cours de sa première année d'exploitation, la flotte du groupe BUA parcourt 28,6 millions de kilomètres, transportant 631 030 passagers, 64 867 tonnes de fret et 25 749 voitures transportées par ferry aérien.
En plus des itinéraires Safari vers l'Afrique, BUA met en place un réseau de services réguliers vers des destinations principalement secondaires en Europe continentale, notamment Barcelone, Gibraltar, Ibiza, Malaga, Le Touquet-Paris-Plage, Lourdes, Palma, Perpignan, Amsterdam, Rotterdam et la îles Anglo-Normandes. BUA, en outre, poursuit l'opération de fret programmée Africargo de Hunting-Clan,,. Cela lui donne accès à Heathrow, l'ancienne base de Hunting, pour un nombre limité de services tout-cargo vers l'Afrique. De plus, BUA agit en tant que conseillers techniques de Sudan Airways et exploite les services Blue Nile Viscount de cette compagnie aérienne entre Khartoum et Londres Gatwick.
BUA  est membre à part entière de l' Association du transport aérien international (IATA) depuis sa création en raison de l'héritage de l'adhésion de Hunting-Clan. Cela comprend l'adhésion à l'association professionnelle de l'IATA ainsi que la participation à la coordination tarifaire avec d'autres compagnies aériennes membres dans les conférences annuelles sur le trafic de l'organisation. BUA poursuit la participation d'Airwork et de Hunting-Clan à divers accords de mise en commun avec des compagnies aériennes nationales étrangères. Sur les routes de l'Afrique de l'Est, par exemple, la BUA participe à un accord de pool tripartite avec la BOAC et East African Airways,,,,. La participation à des accords de partage des revenus avec ses homologues étrangers sont une condition préalable pour garantir les droits de trafic à l'étranger, en particulier en Afrique.
Freddie Laker, premier directeur général de BUA, utilise ses contacts avec British Rail pour créer une installation d'enregistrement au centre-ville dans le West End de Londres dans une partie désaffectée de la gare Victoria, et qui ouvre ses portes fin avril 1962. Cela permet aux passagers réguliers de BUA d'effectuer toutes les formalités d'enregistrement, y compris de déposer leurs bagages, avant de monter à bord de leur train pour Gatwick.

### Expansion et rationalisation de la flotte
Lors de sa création, les Bristol Britannia assurent la plupart des vols charters longue distance de BUA,.
Le développement de BUA, principalement en tant que compagnie aérienne régulière, est l'une des premières décisions politiques majeures prises par le conseil d'administration du groupe BUA au début des années 1960. La Civil Aviation (Licensing) Act de 1960, qui abolit le monopole statutaire de British Overseas Airways Corporation (BOAC) et British European Airways (BEA) sur les principales routes régulières nationales et internationales depuis le début de l'après-guerre et, théoriquement, donne aux compagnies aériennes indépendantes des chances égales de développer leurs propres liaisons régulières , constitue l'origine de cette décision.
Au début de 1961, BUA s'adresse à la commission des licences de transport aérien (ATLB),,, un prédécesseur de l' autorité de l'aviation civile (CAA), pour un grand nombre de liaisons régulières long, court, et moyen-courriers, afin de donner à son réseau la masse critique nécessaire pour devenir financièrement viable d'ici 1965, et pour fournir un travail suffisant pour une flotte prévue de 20 millions £ de nouveaux jets comprenant quatre Vickers VC10 long-courriers et cinq court et moyen- courrier 121 Tridents DH. Les demandes de BUA comprennent une demande de vols bi-hebdomadaires en classe économique reliant Gatwick à Istanbul, Téhéran, Karachi, Delhi, Calcutta, Bangkok et Singapour, avec une extension hebdomadaire à Hong Kong et Tokyo. BUA a l'intention d'inaugurer ses tout premiers services réguliers vers l' Asie avec des DC-6C ou Britannia, qui doivent être remplacés ultérieurement par les nouveaux Vickers VC10. La compagnie aérienne prévoit de facturer des tarifs IATA standard sur tous les secteurs. BUA propose d'offrir aux résidents britanniques allant à Singapour et Hong Kong en Skycoach une réduction de 18% sur les tarifs équivalents en classe économique,,,,,,,. En mai de la même année, BUA devient la première compagnie aérienne indépendante du Royaume-Uni à lancer un tout nouvel avion à réaction en passant une commande de dix BAC One-Eleven 200 séries court / moyen-courriers,,,,. Le même mois, la compagnie aérienne passe une commande de quatre Vickers VC10 d'un coût de 2,8 millions de livres sterling chacun,,,,,. Laker a personnellement négocié ces commandes avec les deux fabricants. La valeur de la commande combinée est de 20 millions de £. À ce moment-là, l'ATLB mène une audition sur les demandes de BUA pour plus de 20 licences de lignes régulières afin de lui permettre d'étendre son réseau européen pour inclure un certain nombre de routes principales depuis sa base de Gatwick, telles que Gatwick à Paris, Milan, Zurich, Amsterdam et Athènes, en concurrence avec les lignes existantes de BEA d'Heathrow. Bien que l'ATLB accorde à la BUA les licences demandées pour 12 de ces routes, la compagnie aérienne n'est pas en mesure de les utiliser sans droits de trafic réels,. Celles-ci sont négociées en son nom entre le gouvernement britannique et ses homologues étrangers. À la suite de la décision de l'ATLB, BUA commence des services réguliers entre Gatwick et Tenerife en octobre 1961 en utilisant des Viscounts,,. Le même mois, la compagnie aérienne commence des vols de troupes militaires de Gatwick vers l'Allemagne sous contrat avec le ministère de la Défense,.
En novembre 1961, la flotte de BUA compte 43 avions comprenant des Bristol Britannia et des Vickers Viscount, ainsi que des avions de ligne Douglas DC-6 et Bristol 170 Freighter. Les Britannias et les DC-6 opèrent vers l'Afrique orientale, centrale et australe, y compris les services sans escale de Gatwick — Entebbe, tandis que les Viscounts empruntent la route côtière multi-étapes ouest-africaine. Les Viscounts desservent les liaisons régulières vers les îles Canaries et l'Europe continentale,,,.
En 1962, Jersey Airlines, ancien associé de BEA, et Silver City Airways rejoignent la BUA,,,. Les opérations de ces compagnies aériennes sont réorganisées en British United (CI) Airways (BUA (CI)), British United (Manx) Airways et British United Air Ferries,,.
En mai 1962, BUA revoit la commande qu'elle a passée un an plus tôt pour quatre Vickers VC10 long-courriers à deux commandes fermes et deux options, les options n'ont pas été retenues à la suite de l'incapacité de BUA à obtenir des licences de l'ATLB pour exploiter des services réguliers vers l'Asie.
À compter du 20 juillet 1962, un aéroglisseur Vickers-Armstrong VA-3 est exploité par BUA de Leasowe (en)sur la péninsule de Wirral à Rhyl dans le Pays de Galles du Nord. Cependant, pour diverses raisons, notamment le mauvais temps et des difficultés techniques, le service est annulé après son dernier voyage le 14 septembre 1962.
Au printemps 1963, BUA commence des services réguliers supplémentaires reliant Gatwick à Lourdes / Tarbes, Barcelone, Palma et Gênes,. À cette époque, le groupe BUA exploite une flotte de 94 avions, qui transportent, chaque année, 1,8 million de passagers, près de 90 000 tonnes de fret et 130 000 voitures.

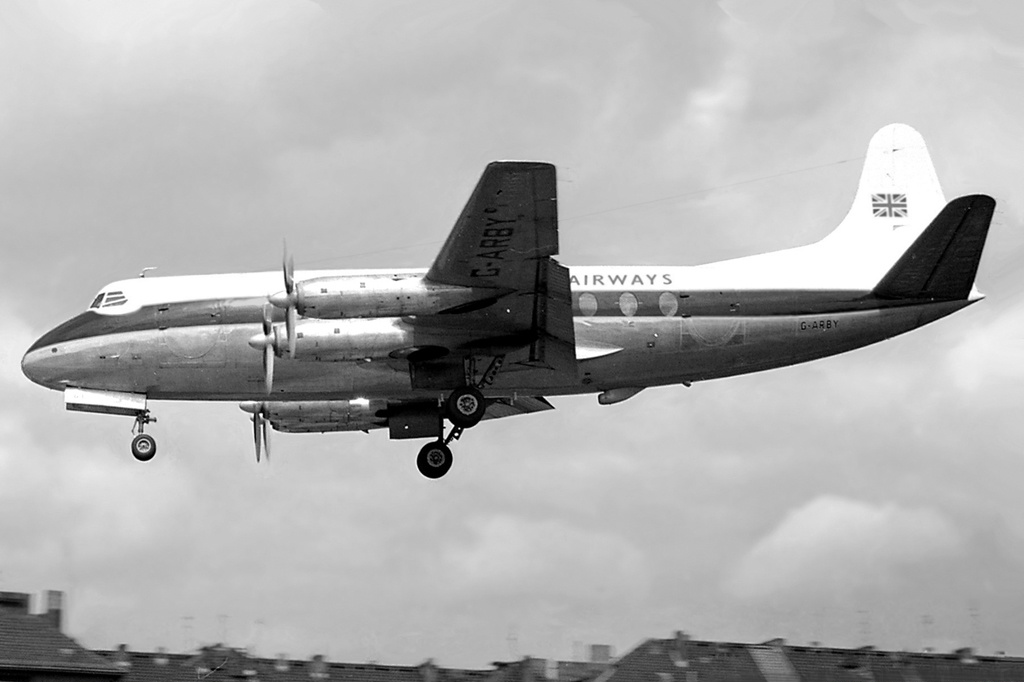
Vickers Viscount 708 G-ARBY dans la livrée originale de la compagnie aérienne à Berlin Tempelhof en 1962. Cet avion a exploité la ligne Gatwick - Le Touquet du service rail-air Londres - Paris de la flèche d'argent de la BUA le 26 mai 1963.

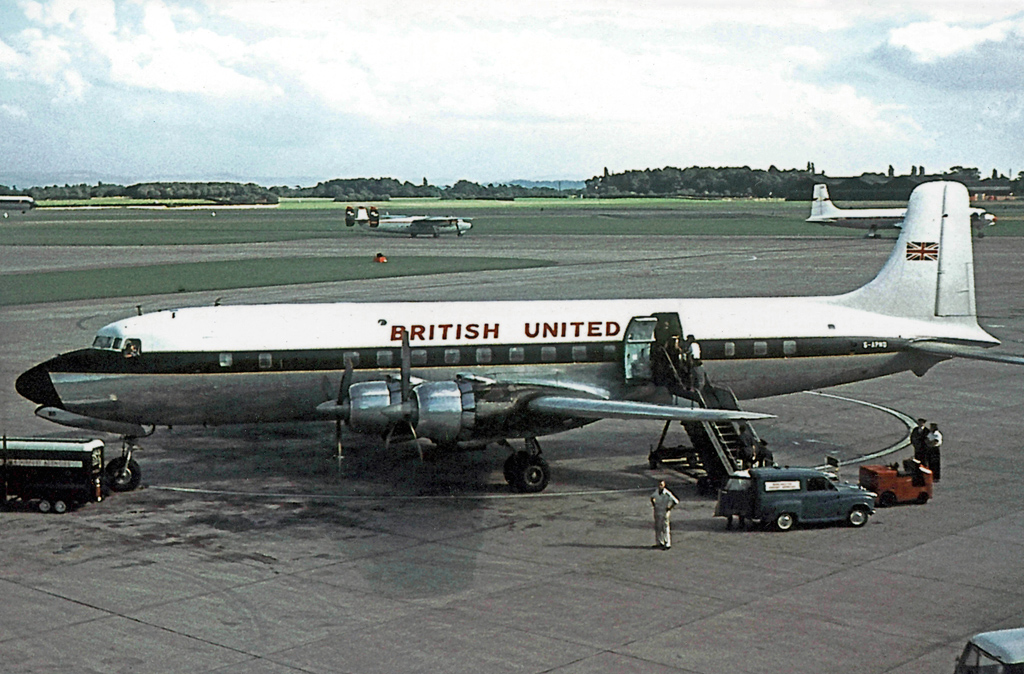
Douglas DC-6A G-APNO dans la livrée d'origine de la compagnie aérienne. Aéroport de Manchester à la fin août 1964.

Le 26 mai 1963, la BUA inaugure un service rail-air-rail biquotidien entre les centres-villes de Londres et de Paris. Le service, commercialisé sous le nom de Flèche d'argent en France et de Silver Arrow en Angleterre, est une opération conjointe entre British Rail (BR), BUA et la Société nationale des chemins de fer français (SNCF). À la gare Victoria de Londres, où des installations d'enregistrement BUA sont disponibles, les passagers à destination de Paris embarquent dans un train de la BR pour l'aéroport de Gatwick. À Gatwick, ils sont transférés dans un Viscount de la BUA, qui les transporte à l'aéroport du Touquet. À l'aéroport du Touquet, un train SNCF les attend pour les emmener à la gare du Nord à Paris. Le trajet complet dure cinq heures et le tarif aller-retour est de 10 £ 9 s. Ceci est à comparer au tarif aller-retour de 11 £ entre la gare routière de Londres Victoria - l'aéroport de Lympne - l'aéroport de Beauvais - la gare routière de Paris République de Skyways Coach-Air,. Le service flèche d'argent BUA est un exemple de Laker transformant une adversité en opportunité, le manque de droits de trafic de BUA l'empêchant d'effectuer des vols réguliers Gatwick — Paris sans escale bien qu'il détienne une licence pour cette route, que l'ATLB lui avait accordée à la fin de 1961,,,,,. Face à cette restriction, Laker a  l'idée de proposer une option de déplacement indirect entre les centres-villes de Londres et de Paris en combinant la liaison ferroviaire Victoria-Gatwick existante avec les droits de trafic Gatwick-Le Touquet de la BUA,,. À l'époque, l'aéroport du Touquet n'était pas relié au réseau ferroviaire français. De ce fait, le trajet de surface entre l'aéroport et Paris a été difficile et chronophage car il impliquait un changement intermodal entre l'autocar et le train à Étaples. Pour pallier cet inconvénient, Laker persuade les autorités françaises de construire une embranchement ferroviaire vers l'aéroport du Touquet afin que les passagers de la BUA puissent être accueillis à l'arrivée par un train SNCF dédié qui les conduit directement à la gare du Nord au centre de Paris. Le nouveau service rail-air-rail Londres-Paris de BUA via Gatwick a remplacé un service autocar-avion-autocar / rail qu'elle avait exploité sur cette route via Lydd,. Les tarifs BUA Flèche d'argent sont inférieurs à ce que BEA et Air France facturent à leurs passagers, pour un vol direct entre Heathrow et Paris, afin de compenser les temps de trajet plus longs (5 h vs 2 h 45),,,.
Le premier des deux viscounts VC10 en commande ferme est remis à la BUA le 11 septembre 1964. Deux jours plus tard, l'avion est exposé au salon aéronautique de Farnborough, où il remplace le plus grand prototype Super VC10 le dernier jour du salon. Après avoir été transporté à Gatwick le même soir, il commence une série de huit jours de vols d'essai et de démonstration en Afrique de l'Est et centrale. La charge utile comprenait Laker et sa Rolls-Royce Silver Cloud de 1964,,,.
Les opérations commerciales avec le viscount VC10 commence le 1er octobre 1964 avec un vol de troupes militaires de Gatwick à Aden,,,. Cela fait de BUA la première compagnie aérienne britannique indépendante à commencer des opérations ininterrompues avec un jet.
Alors que les négociations avec les autorités compétentes du Royaume-Uni et des pays de destination, en vue de l'octroi de permis d'exploitation provisoire afin de permettre le transfert des routes déficitaires de la BOAC vers l'Amérique du Sud et d'assurer la continuité du service, sont toujours en cours,,. Le premier vol de BUA vers ce continent a  lieu le 12 octobre 1964. Il est exploité avec l'un des tout nouveaux viscount VC10, qui transporte un petit chargement de VIP comprenant le directeur de BUA Laker et une délégation commerciale britannique de haut rang,,,,,,,.
Le 2 novembre 1964, le premier service régulier de passagers quitte Gatwick pour Freetown en Sierra Leone, en Afrique de l'Ouest.
Les viscounts VC10 ont remplacé les Britannias et les DC-6 sur les routes de BUA vers l'Afrique de l'Est et australe, où les jets nouvellement livrés ont pris le relais des avions à piston / turbopropulseur sur des lignes régulières de Gatwick à Entebbe, Nairobi, Ndola, Lusaka et Salisbury,,,,.
Les accords de transport bilatéraux empêchent BUA d'offrir une première classe sur ses routes est-africaines. Pour compenser cette perte de compétitivité, Freddie Laker a l'idée originale de concevoir une porte cargo installée sur le côté gauche du fuselage avant des viscounts VC10, où se trouve normalement la cabine de première classe. Cette modification permet le transport de fret supplémentaire, sur les routes est-africaines,,,,,,,,,. Les viscounts VC10 de BUA ont également des extrémités d'ailes légèrement pliées vers le bas pour réduire la traînée de croisière de l'avion et l'aider à surmonter l'instabilité rencontrée lors de l'entrée en décrochage, ainsi qu'un réglage intermédiaire des volets à 14 degrés pour permettre des vols sans escale toute l'année et l'utilisation de la piste, alors relativement courte, de l'aéroport Embakasi chaud et haut de Nairobi à Gatwick avec une charge utile complète et des soutes,.
Le 5 novembre 1964, la BUA inaugure des services réguliers de Gatwick à Rio, Montevideo, Buenos Aires et Santiago,,,,,. Les nouveaux vols sud-américains de BUA opèrent initialement deux fois par semaine avec des escales alternées à Madrid et Lisbonne, et une escale de ravitaillement à Las Palmas,. São Paulo et une troisième fréquence hebdomadaire, qui passait par Freetown à destination et en provenance de Buenos Aires, sont  ajoutés ultérieurement,. La troisième fréquence permet à BUA de modifier son itinéraire sud-américain. En conséquence, les temps de trajet sur le nouveau service Gatwick - Freetown - Buenos Aires - Santiago sont réduits de plus de deux heures par rapport à l'itinéraire précédent,. L'augmentation de capacité globale qui en résulte, y compris un plus grand choix de vols et des temps de trajet plus courts entre le Royaume-Uni, l'Argentine et le Chili, rend les horaires de BUA plus compétitifs par rapport à ses concurrents.
À la fin de 1964, Air Ferry Limited (en)Air Ferry Limited rejoint BUA à la suite de l'acquisition par Air Holdings de Leroy Tours, les propriétaires d'Air Ferry, rétablissant ainsi le monopole des services de ferry transmanche de British United Air Ferries.
Début avril 1965, BUA réceptionne le premier BAC 1-11 court-courrier, qu'elle avait commandé dès le lancement en 1961. BUA opère le premier vol commercial au monde, avec un BAC 1-11, le 9 avril 1965 de Londres Gatwick à Gênes,,,.

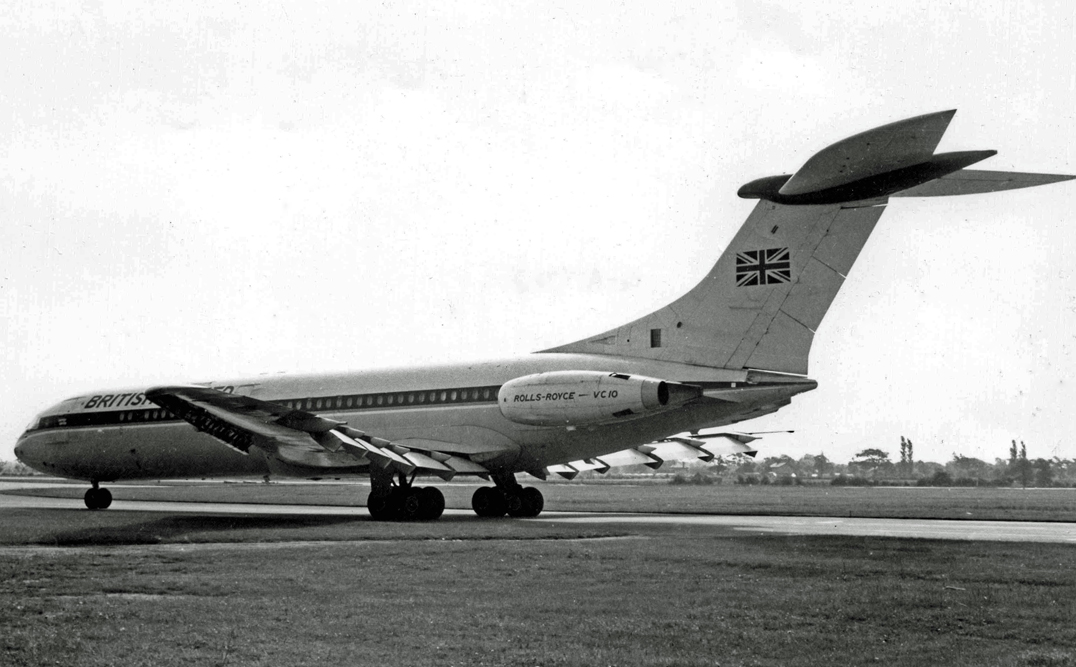
BUA Vickers VC10 1103 G-ATDJ dans la livrée d'origine de la compagnie aérienne, vu à l'aéroport de Manchester en 1966.

L'expansion du programme de vols long-courriers de BUA, à la fois réguliers et non réguliers, aboutit à une commande d'un troisième viscounts VC10 au début de mai 1965. Techniquement, BUA a repris une commande que Ghana Airways avait annulée. Pratiquement, cela signifiait que l'avion était construit selon les spécifications de BUA avec la même porte cargo sur le côté gauche du fuselage avant, garantissant ainsi l'interchangeabilité de la flotte. Cet avion est livré le 31 juillet 1965,,. Il entre en service dans une configuration à classe unique avec 127 sièges orientés vers l'arrière, principalement utilisés pour les vols de troupes militaires long-courriers,.
Le 4 janvier 1966, BUA commence des services réguliers intérieurs, avec le nouveau BAC 1-11, de Gatwick à Glasgow, Édimbourg et Belfast,,,,,. Ces services sont sous la marque InterJet. Cela fait de BUA le premier opérateur domestique britannique à exploiter les routes principales exclusivement avec des jets. BUA est également devenue la seule compagnie aérienne au monde à exploiter des BAC 1-11 sur un itinéraire régulier intercontinental long-courrier, lorsqu'elle a introduit le BAC 1_11 série 200 sur son service multi-escale en Afrique de l'Ouest reliant Gatwick à Lagos via Lisbonne, Las Palmas, Bathurst, Freetown et Accra,,,,,,.
En août 1966, BUA introduit, dans sa livrée, une nouvelle palette de couleurs bicolores, grès et bleu,. Le viscount VC10 G-ASIX est le premier à apparaître dans la nouvelle livrée,.
BUA complète sa commande initiale de dix BAC 1-11 série 200 avec une commande supplémentaire de cinq BAC 1-11 série 500 allongés. Il s'agit d'avions de plus grande capacité avec une masse au décollage plus élevée qui sont principalement destinés à être utilisés sur les routes européennes de la compagnie aérienne. Ces avions rejoignent la flotte de BUA à partir de mai 1969,,,.

### Réorganisation
À la fin de 1965, Laker décide de renoncer à son poste de directeur général et de quitter l'entreprise pour créer sa propre compagnie aérienne,,,,.
Après le départ de Laker de BUA, Max Stuart-Shaw est nommé nouveau directeur général de BUA. Stuart-Shaw est un ancien cadre supérieur de Central African Airways. Son mandat est de superviser la mise en œuvre, de la décision initiale du conseil d'administration prise au début des années 1960, qui est de transformer BUA en une compagnie aérienne régulière. Bien que Laker ait largement réussi la fusion, des différentes compagnies aériennes qui composaient BUA, en une seule entreprise intégrée vers la fin de son mandat tout en s'assurant que l'entreprise restait rentable, il lui manquait la qualité d'un transporteur régulier de première ligne. Malgré la croissance des activités régulières au cours de cette période, la compagnie aérienne est toujours perçue comme un opérateur charter et de fret. Lorsque Stuart-Shaw succède à Laker, il renforce l'organisation de gestion de BUA en développant le département du personnel, en élargissant l'unité de planification, ainsi qu'en réorganisant les opérations et l'ingénierie. Il améliore la qualité du marketing de la compagnie aérienne. En conséquence, BUA constate une amélioration sur un plan promotionnel et du nombre de vols au départ à l'heure prévue, faisant de son record de ponctualité l'un des meilleurs de l'industrie aérienne britannique,,,,.
Alan Bristow, le fondateur de Bristow Helicopters, succède à Stuart-Shaw en tant que BUA MD en décembre 1967 à la suite de la décision de ce dernier de renoncer au poste de directeur général deux ans seulement après sa nomination,,,. Au moment où Bristow prend la relève, BUA perd de l'argent,.
La BUA a enregistré sa toute première perte en 1965, principalement en raison des frais d'amortissement élevés encourus par sa flotte d'avions nouvellement acquise et des pertes substantielles générées par les routes sud-américaines de l'ex-BOAC,. Au cours des deux années suivantes, la situation financière de la compagnie aérienne s'est rapidement détériorée. En 1966, la perte s'élève à 250 000 £ et l'année suivante, elle double. Les projections préliminaires de pertes publiées pendant l'été 1967 montrent que la poursuite de cette tendance produirait un résultat négatif de plus d'un million de livres en 1968 et un déficit encore plus élevé l'année suivante. Ce scénario contrecarre les arguments du conseil, en faveur de fonds supplémentaires pour les actionnaires, pour financer l'achat de nouveaux avions à réaction long-courrier pour remplacer les Britannias restants et provoque une anxiété croissante parmi les actionnaires, qui menacent de retirer leur soutien à moins qu'il n'y ait une nette amélioration financière dans le long-courrier de la compagnie aérienne,.
Une analyse détaillée des résultats financiers de BUA montre que l'amélioration du profil et de la qualité de la compagnie aérienne pendant le mandat de Max Stuart-Shaw signifie que les coûts augmentent plus rapidement que les recettes. Parmi les autres facteurs contribuant à l'escalade rapide des coûts de BUA, mentionnons les coûts de lancement élevés de plusieurs services réguliers initialement non rentables, ainsi qu'une baisse inattendue du trafic en raison d'un resserrement du crédit combiné à de nouvelles restrictions de voyage à l'étranger en raison d'un resserrement des contrôles de change existants. Cela est encore aggravé par le grand nombre de frais généraux résultant de l'organisation complexe du groupe dans laquelle de nombreuses fonctions sont dupliquées et par les possibilités limitées pour les compagnies aériennes indépendantes d'exploiter des services réguliers sur les routes nationales et internationales en concurrence avec les compagnies d'État,,,.
BUA constitue la base de coûts élevés d'une grande compagnie aérienne régulière tandis que le trafic charter à faible rendement, dont une part substantielle est fluctuante, à faible marge de transport de troupes militaires court-courrier entre le Royaume-Uni et l'Allemagne, constitue une grande partie de son business. En revanche, les services réguliers génèrent des revenus insuffisants pour soutenir la compagnie aérienne. Le développement simultané de nouveaux services réguliers et l'intégration des opérations régionales existantes dans les îles anglo-normandes et sur l'île de Man avec le réseau de transbordeurs de véhicules se sont avérés coûteuses. Bien que les revenus et la main-d’œuvre aient doublé entre 1962 et 1968, la production totale augmente de moins de moitié au cours de la même période. Cela se traduit par une baisse substantielle de la production par employé au cours de cette période et par une position commerciale faible.
Pour ramener BUA à la rentabilité et assurer son avenir à long terme en tant qu'entreprise viable, Bristow simplifie la structure organisationnelle lourde du groupe d'entreprises BUA et met en œuvre une nouvelle stratégie de croissance.
Cela implique de scinder Air Holdings en deux entités indépendantes sur le plan organisationnel sous le contrôle de B&C,.
BUA (Holdings) devient la nouvelle société holding de BUA et de British United Island Airways (BUIA), qui regroupe les opérations programmées de «second niveau» de BUA (CI) et British United (Manx) Airways sous le nouveau nom de Channel Islands et Manx Air Services (CIMAS)  et les activités d'affrètement de «troisième niveau» de Morton Air Services, ainsi que les participations du groupe BUA dans Bristow Helicopters, Gambia Airways, Sierra Leone Airways et Uganda Aviation Services,,,,.
Air Holdings, l'ancienne société mère du groupe BUA devient une société holding distincte pour British Air Ferries (BAF)  et Aviation Traders, l'ancienne société de Freddie Laker. Elle prend possession d'Air Ferry, Airwork Services, des voyagistes du groupe BUA  et de la nouvelle franchise L-1011 pour les ventes hors des États-Unis,,,,,.
B&C aurait payé à Air Holdings 6 millions de £ pour le transfert de la propriété de BUA à BUA (Holdings),.
La réorganisation du groupe BUA conduit B&C à racheter tous les copropriétaires de BUA autres qu'Eagle Star pour 17 millions de livres sterling en mai 1968,,,,,,. Cela lui donne une participation de 91 % et laissé Eagle Star avec les 9 % restants,.
Étapes spécifiques prises par Alan Bristow pour réorganiser et revitaliser le groupe, BUA inclus :
- nomination de quatre administrateurs (exécutifs) spéciaux de BUA pour renforcer le conseil d'administration de BUA (Holdings)
- formation d'une équipe de direction composée de Bristow et des quatre administrateurs nouvellement nommés
- réorganisation en quatre divisions principales[nb 24], chacune dirigée par l'un des quatre nouveaux directeurs
- fermeture des bureaux coûteux du centre de Londres et de la base d'ingénierie de Southend pour concentrer tout le siège social et autant de fonctions d'ingénierie que possible à ou près de Gatwick [141]
- mettre en place des plans de développement concrets et à long terme pour la base de la BUA à Gatwick
- l'expansion des opérations non planifiées en se concentrant sur l'Europe plus lucrative et les charters transatlantiques[nb 25] au détriment des transports de troupes militaires à faible marge
- introduction de programmes d'incitation pour aider à réaliser des ventes supérieures aux objectifs et récompenser les idées de réduction des coûts
- mise en œuvre d’économies urgentes dans tous les domaines non essentiels.
- tenir régulièrement des réunions du personnel et rendre les cadres supérieurs plus accessibles pour améliorer les communications internes[128],[b 1],[142],[143].

Ces mesures visent principalement à aider la BUA à atteindre son seuil de rentabilité en 1968 et à retrouver ses bénéfices en 1969,.Pour atteindre l'objectif à plus long terme de transformer BUA en une entreprise viable avec un avenir stable, l'équipe de direction de la compagnie aérienne lance plusieurs développements tournés vers l'avenir. Celles-ci visent à donner, à la planification et à un nouveau département des projets spéciaux, un accès direct au directeur général et à mettre davantage l'accent sur la modernisation de la flotte pour améliorer la compétitivité de BUA, y compris une réévaluation urgente des futurs besoins long-courriers de la compagnie aérienne.
Une commande de cinq BAC 1-11 série 500 pour répondre aux futures exigences de la compagnie aérienne en court et moyen-courrier lance le processus de modernisation de la flotte. Il est suivi par le retrait des autres turbopropulseurs de la flotte principale de BUA , et une évaluation du Boeing 707 et du viscount Super VC10 pour ses futurs besoins long-courriers, ainsi que du British Aerospace 125 et du HP Jetstream en tant que potentiel remplacement pour sa flotte de «troisième niveau». Un facteur important dans chaque cas est la nouvelle stratégie de la compagnie aérienne visant à conquérir une plus grande part du marché non régulier,,,,.

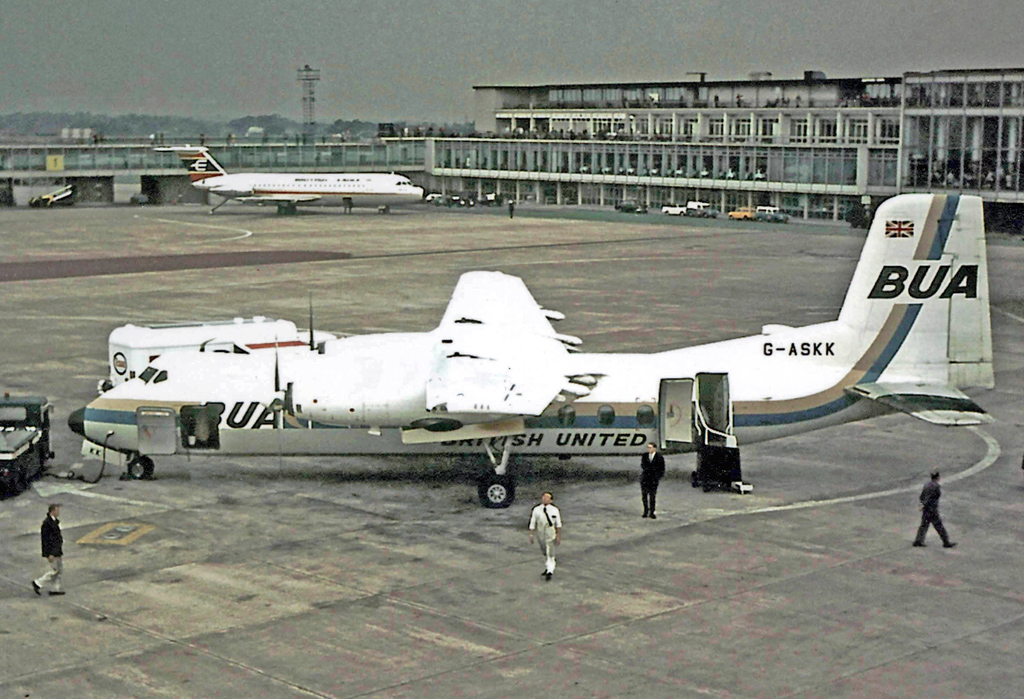
Handley Page Dart Herald 211 G-ASKK dans la livrée finale de la compagnie aérienne, à l'aéroport de Manchester en 1967.

En recourant à une approche plus logique pour regrouper le large éventail des activités aériennes en quatre unités distinctes, la réorganisation et la revitalisation du groupe BUA sont atteintes. En conséquence, BUA devient l'opérateur de première ligne du groupe basé à Gatwick ; La division CIMAS de BUIA assure tous les services réguliers de deuxième niveau à partir de plusieurs bases régionales et normalise sa flotte sur le turbopropulseur Herald, tandis que sa division Morton Air Services offre des services de taxi aérien, d'affrètement et de ravitaillement de troisième niveau ; et Bristow Helicopters assume l'entière responsabilité de toutes les opérations d'hélicoptère,.
Un concept appelé «philosophie des deux marchés» est la pièce maîtresse de tous ces développements. Cela repose sur l'idée que BUA ne peut devenir économiquement viable et réaliser son plein potentiel que si elle profite au maximum des opportunités pour développer son activité de manière rentable sur les marchés programmés et non programmés. Dans la pratique, cela implique une augmentation des fréquences sur les services réguliers existants avec un accent particulier sur les routes nationales d'Amérique du Sud et du Royaume-Uni, le démarrage de liaisons régulières vers de nouvelles destinations, assurant une plus grande part du court / moyen-courrier qui a une croissance rapide, en établissant une présence dans les activités d'affrètement de groupe long-courrier et en effectuant davantage de contrats pour les compagnies aériennes étrangères,,,,,,,,.
Ces changements organisationnels conduisent à une série de grèves,,,. Malgré ses relations professionnelles difficiles, la performance financière de BUA s'améliore progressivement et elle redevient rentable,,. L'amélioration de la performance financière s'est reflétée dans la capacité de BUA à transformer la perte annuelle de 1¼ million de livres sterling de la BOAC sur les liaisons sud-américaines en un bénéfice à la fin de sa quatrième année d'exploitation et à gérer les seuls services réguliers nationaux véritablement rentables du Royaume-Uni,,,,,,,.
En 1969, BUA achète le prototype viscount VC10 de Laker Airways,. L'acquisition du prototype VC10 porte la flotte long-courrier de BUA à quatre avions,.
À la fin de la décennie, BUA se retire volontairement de son contrat de deux ans avec le ministère de la Défense pour les vols de troupes militaires entre la Grande-Bretagne et l'Allemagne, marquant la fin des activités de transport de troupes militaires de la compagnie aérienne,. À ce moment-là, la flotte de BUA est composée de 21 avions, dont 18 sont des avions à réaction (quatre VC10 et 14 One-Elevens) ainsi que trois turbopropulseurs Viscount 800. Les services réguliers représentent 42% de son activité, les charters 56% et les vols de troupes les 2% restants,.
Au début de la nouvelle décennie, BUA dispose d'une flotte entièrement à réaction, ce qui lui donne un avantage concurrentiel sur ses rivaux indépendants.

### Deuxième force
À la fin des années 1960, une commission d'enquête parlementaire dirigée par Sir Ronald Edwards, à l'époque président du Electricity Council et professeur à la London School of Economics, s'est enquise de l'industrie du transport aérien du Royaume-Uni et de ses perspectives dans la décennie à venir,. À l'issue de son enquête, la commission Edwards a publié le 2 mai 1969 un rapport de 394 pages intitulé British Air Transport in the Seventies,,.
L'une des recommandations du rapport Edwards est la création d'une compagnie aérienne du secteur privé, appelé deuxième force,,, pour exploiter un réseau viable de court et long-courriers réguliers et services non réguliers. Cette compagnie aérienne de la deuxième force doit être autorisée à compléter ou concurrencer la BEA et la BOAC appartenant à l'État sur certaines liaisons court / long-courriers, conformément aux accords bilatéraux de transport aérien. Partout où des accords bilatéraux autorisent un deuxième transporteur britannique, la deuxième force doit assumer ce rôle. La deuxième force doit être aidée à atteindre une masse critique au moyen d'un transfert de route limité des compagnies d'État, qui représentent toutes deux plus de 90% de toute la capacité de transport aérien régulier du Royaume-Uni en la fin des années 1960. En contrepartie, le National Air Holdings Board qui doit prendre le contrôle des corporations doit se voir attribuer une participation minoritaire dans la deuxième Force et au moins un siège à son conseil,,,. Pour permettre à la deuxième force de devenir viable en 1980, sa taille minimale doit être d'au moins 4 milliards de sièges-kilomètres pour le service régulier long-courrier par an d'ici 1975, et sa flotte doit comprendre d'au moins 14 appareils long-courrier, comprenant trois avions de transport supersonique, les trois gros-porteurs triréacteurs et huit jets à fuselage étroit.
Le comité Edwards considère BUA et Caledonian comme les deux principaux constituants de la deuxième force envisagée parmi les nombreuses compagnies aériennes indépendantes de Grande-Bretagne,,.

#### Création
À la suite de la publication du rapport Edwards, la BUA se voit proposer le rôle de la compagnie aérienne deuxième force. Son offre est centrée sur un plan d'expansion de six ans pour la période 1970-1975 qui prévoit le transfert progressif de toutes les routes africaines de la BOAC vers elle-même pour compléter ses services africains existants de Gatwick, et des fréquences illimitées entre Gatwick et John F. Kennedy de New York. Ce transfert de route doit être accompli en 1975 ; les routes de l'Afrique de l'Est en 1971, suivies par les routes de l'Afrique centrale, de l' Ouest et du Sud en 1972, 73 et 75 respectivement  tandis que les services à grande capacité vers New York doivent commencer en 1974, date à laquelle BUA s'attend à pouvoir lancer commercialement des services réguliers transatlantiques viables avec des Lockheed L-1011 TriStars, McDonnell Douglas DC-10 ou un avion de conception sub-jumbo de la fin des années 1960 que Boeing avait développé conjointement avec Aeritalia sous le titre de travail Boeing 767. Le plan fait également allusion à un transfert ultérieur des routes des Caraïbes et de l'Amérique du Sud de la société pour renforcer le rôle de BUA en tant que nouvelle compagnie aérienne britannique long-courrier Nord-Sud, tout en laissant la BOAC se concentrer pour devenir le transporteur long-courrier Est-Ouest du Royaume-Uni. La BUA estime que cela lui donnera la masse critique et le réseau de routes nécessaires pour répondre à l'estimation du comité Edwards de 4 milliards de sièges-kilomètres long-courriers réguliers, ce qui serait le minimum pour une deuxième force économiquement viable,,,.
La BUA estime qu'elle doit investir 60 millions de livres sterling dans de nouveaux avions, y compris les avions à fuselage large et supersonique de dernière génération, et 25 millions de livres sterling pour les installations au sol et le fonds de roulement associés,.
Pendant ce temps, BUA est devenu un fardeau croissant pour la famille Cayzer en raison de ses performances financières décevantes, une situation aggravée par la perte inattendue de l'un de ses plus importants clients au profit de la compagnie BEA Airtours nouvellement formée. Cela conduit à une approche des deux sociétés, avec l'intention de vendre BUA à l'une d'entre elles. La compagnie aérienne BEA, qui a été approchée en premier, refuse parce qu'elle considère le prix demandé par Sir Nicholas pour BUA - 9 millions de livres sterling - trop élevé. Une approche ultérieure de la BOAC s'avère plus efficace. Sir Keith Granville, alors directeur général de BOAC, accepte d'acheter BUA à B&C pour 7,9 millions de livres sterling.Roy Mason, le président du Board of Trade, donne l'approbation préliminaire du gouvernement à la reprise proposée de BUA par la BOAC,,,,,, entendu qu'il n'y a pas de perspectives réalistes d'une fusion avec une autre compagnie aérienne indépendante comme recommandé dans le rapport Edwards.
Lorsque les détails de cet accord prétendument confidentiel sont divulgués à la presse, Caledonian, qui avait manifesté son intérêt pour l'acquisition de BUA elle-même et avait déjà entamé des négociations avec la direction de BUA pour faire une offre de reprise de la compagnie aérienne, a immédiatement sollicité l'ATLB pour la révocation de toutes les licences d'itinéraires programmés de BUA, en demandant leur transfert à elle-même,,. Caledonian a également divulgué sa propre version de cette histoire à The Observer. À la suite de cette révélation, Roy Mason a fait une déclaration  à la Chambre des communes, disant que B&C l'avait induit en erreur sur les perspectives de former une compagnie aérienne deuxième force par une fusion avec un autre indépendant, et qu'il allait donc retenir sa dernière approbation de la fusion BOAC-BUA "jusqu'à ce que la situation soit clarifiée",,,. Cela permet de faire une contre-offre pour la reprise de BUA à plusieurs compagnies dont Caledonian. Outre la BOAC et Caledonian, Laker Airways et un consortium dirigé par Alan Bristow manifeste leur intérêt. Les soumissionnaires sont tenus de retirer toute demande d'itinéraires BUA et de s'engager à ne pas faire une telle demande pendant un an.
Le nouveau gouvernement conservateur approuve le principe de la deuxième force, mais contrairement à son prédécesseur, il est prêt à transférer jusqu'à 3 % des revenus des routes de l'État aux indépendants.
Le 30 novembre 1970, Caledonian Airways acquiert BUA,, avec trois nouveaux avions de la série BAC One-Eleven 500. L'entité fusionnée est connue, pendant une courte période, sous le nom de calédonien / BUA avant d'adopter finalement le nom British Caledonian.

## Flotte

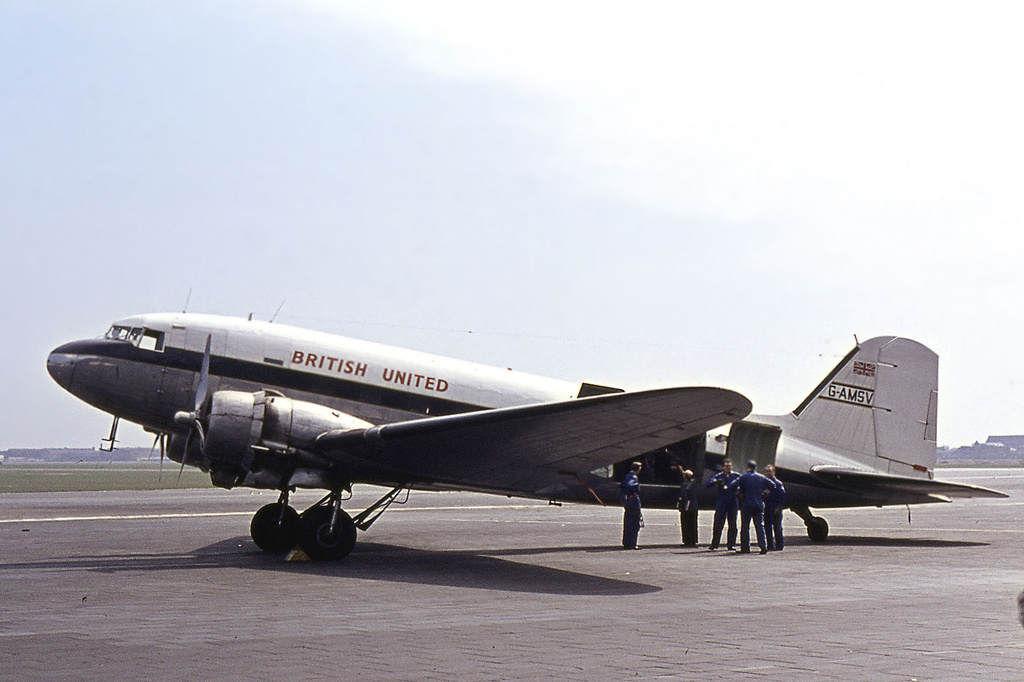
BUA Douglas C-47B G-AMSV dans la livrée originale de la compagnie aérienne, vu à Berlin Tempelhof en avril 1964.

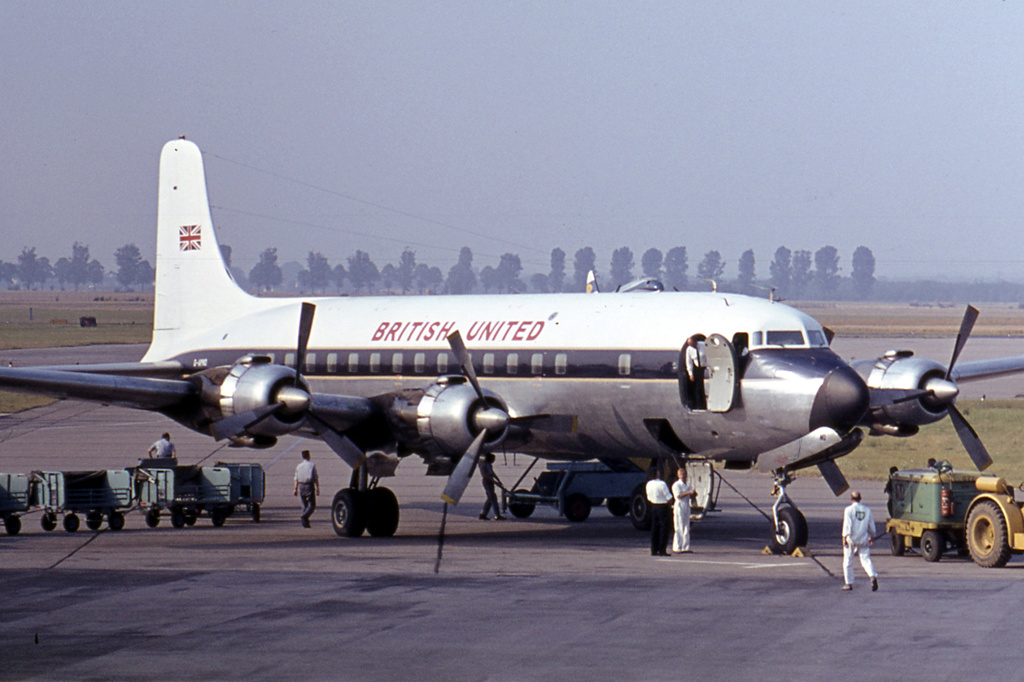
BUA Douglas DC-6C G-APNO dans la livrée d'origine de la compagnie aérienne, à Düsseldorf Lohausen en juillet 1964.

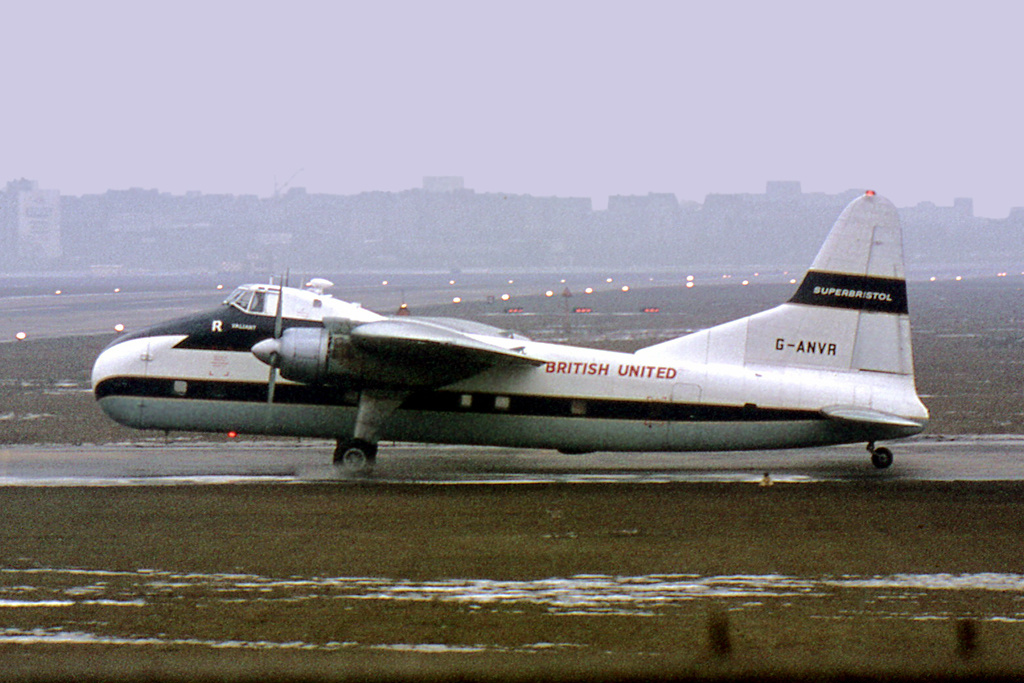
BUA Bristol 170 Freighter Mk 32 G-AOXU dans la livrée d'origine de la compagnie aérienne, circulant à Berlin Tempelhof en janvier 1966.

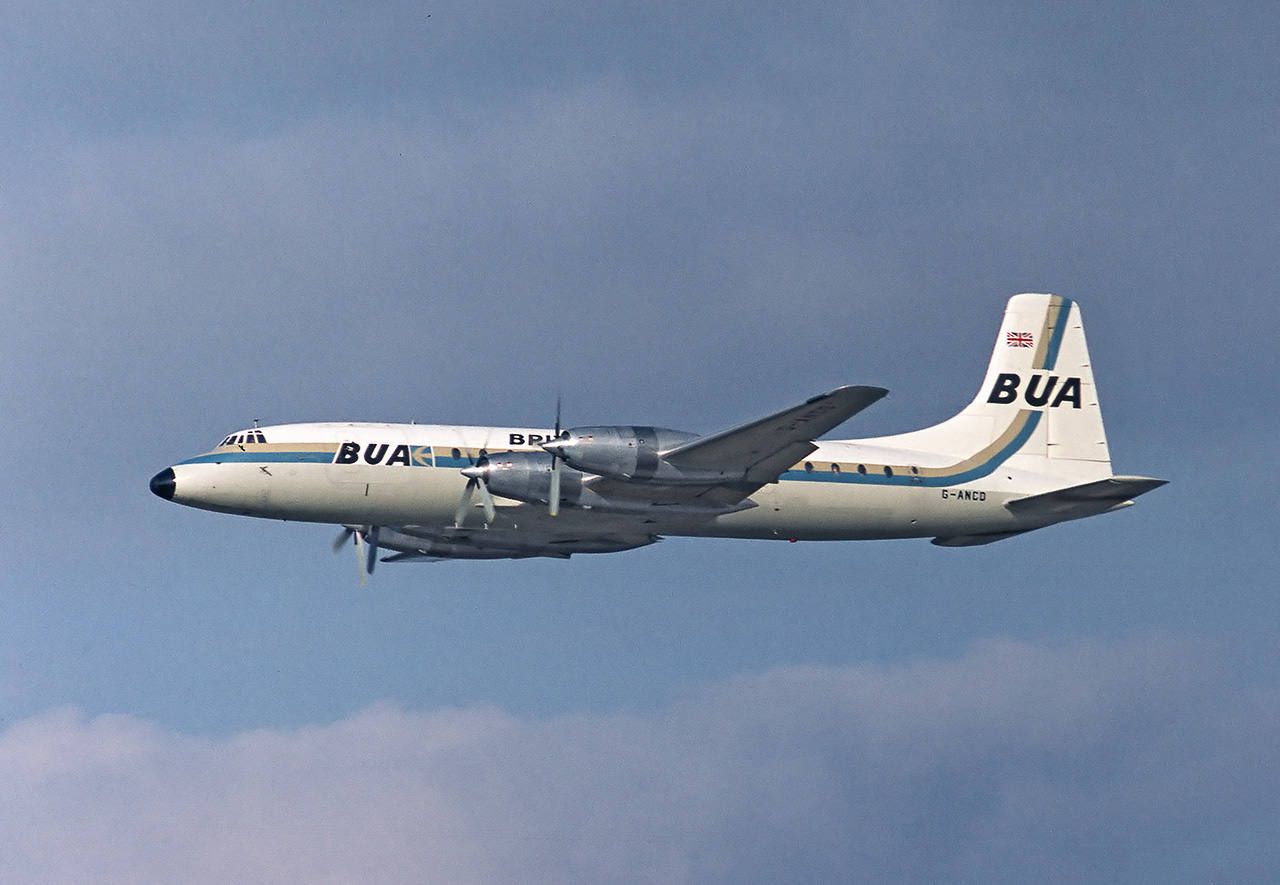
BUA Bristol 175 Britannia 307 G-ANCD dans la deuxième et dernière livrée de la compagnie aérienne, avril 1967.

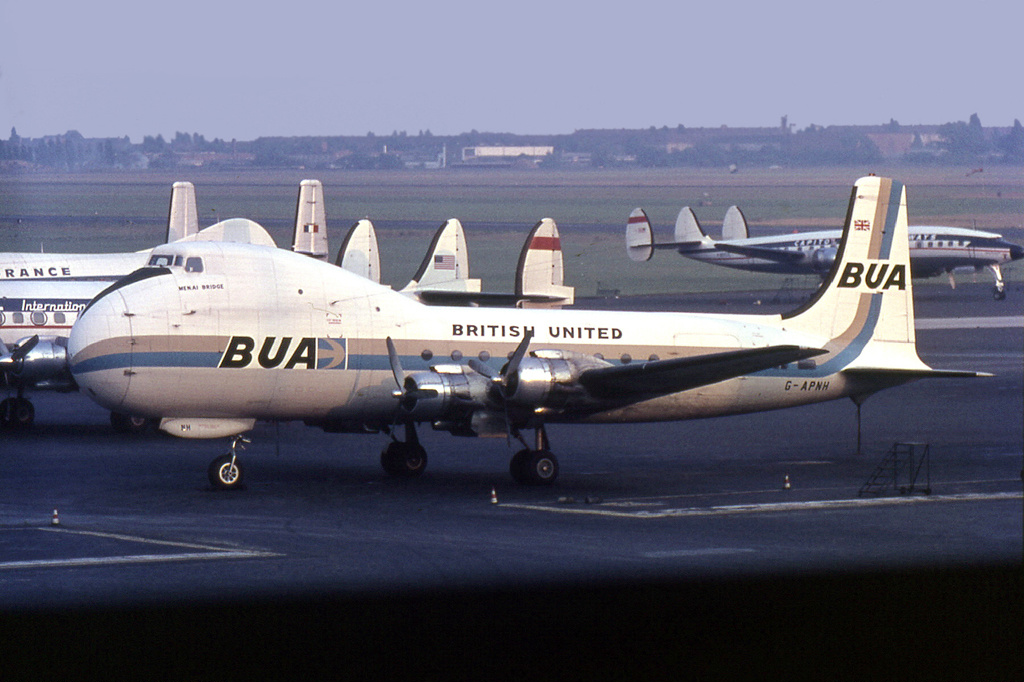
BUA ATL-98 Carvair G-APNH portant la deuxième et dernière livrée de la compagnie aérienne, à Berlin Tempelhof en août 1967.

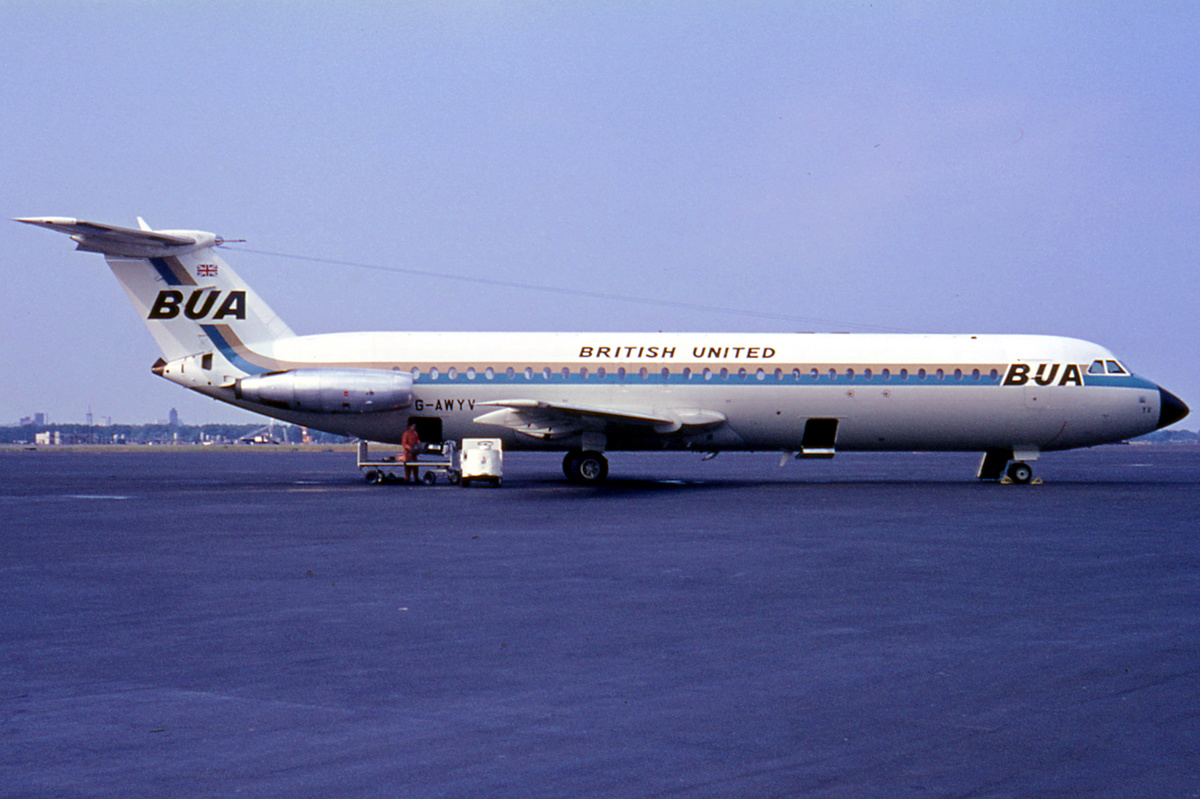
BUA BAC One-Eleven 501EX G-AWYV dans la deuxième et dernière livrée de la compagnie aérienne, à Berlin Tegel en juillet 1970.

BUA et ses associés exploitent les types d'avions suivants au cours des dix années d'existence de BUA :
- ATL-98 Carvair
- BAC 1-11 série 200/400/500
- Beechcraft Twin Bonanza
- Bristol Freighter Mark 31
- Bristol Superfreighter Mark 32
- Bristol Britannia série 300
- Cessna 310
- Cessna 320A Skyknight
- de Havilland Dragon Rapide
- de Havilland Dove
- de Havilland Heron
- de Havilland Canada DHC-2 Beaver
- Skytrain Douglas DC-3 Dakota / Douglas C-47
- Douglas DC-4 / Douglas C-54 Skymaster
- Douglas DC-6
- Handley Page HPR 7 Dart Herald
- Scottish Aviation Twin Pioneer (en)
- Vickers VC10 série 1103/1109
- Vickers Viscount série 700/800

Outre les types d' avions énumérés ci-dessus, les sociétés du groupe BUA exploitent également divers types d'hélicoptères.

### Flotte en 1961
En avril 1961, la flotte combinée de toutes les sociétés du groupe BUA comprend 109 avions, dont 57. Divers types d'hélicoptères représentent le reste.
| Avion                      | Nombre |
| -------------------------- | ------ |
| Bristol Britannia 300      | 4      |
| Vickers Viscount           | 11     |
| Douglas DC-6A              | 2      |
| Bristol Freighter          | 14     |
| Douglas DC-4               | 5      |
| Douglas DC-3               | 6      |
| de Havilland Heron         | 2      |
| de Havilland Dove          | 6      |
| de Havilland Dragon Rapide | 1      |
| Cessna 310                 | 1      |
| Total                      | 52     |

| Hélicoptère                      | Nombre |
| -------------------------------- | ------ |
| Westland Whirlwind               | 15     |
| Westland Widgeon                 | 4      |
| autres hélicoptères              | 33     |
| Scottish Aviation Twin Pioneer   | 2      |
| de Havilland Canada DHC-2 Beaver | 1      |
| Beechcraft Twin Bonanza          | 2      |
| Total                            | 57     |

### Flotte en 1965
En avril 1965, la flotte principale de la BUA comprend 21 avions (2 jets, 16 turbopropulseurs, 3 avions de ligne à pistons).
| Avion                        | Nombre |
| ---------------------------- | ------ |
| Vickers VC10 1103            | 2      |
| Bristol Britannia 300        | 5      |
| Vickers Viscount 800         | 6      |
| Vickers Viscount 700         | 4      |
| Douglas DC-6A                | 2      |
| Handley Page Dart Herald 204 | 1      |
| Cessna 320A Skyknight        | 1      |
| Total                        | 21     |

Le premier des dix nouveaux BAC 1-11 en commande est remis à la compagnie aérienne le 4 avril 1965.
La BUA employe 2 000 personnes.

### Flotte en 1969
En avril 1969, la flotte principale de la BUA comprend 16 avions (13 jets et 3 turbopropulseurs).
| Avion                  | Nombre |
| ---------------------- | ------ |
| Vickers VC10 1103/1109 | 4      |
| BAC 1-11               | 9      |
| Vickers Viscount 800   | 3      |
| Total                  | 16     |

Le premier des 8 nouveaux BAC 1-11 série 500,, qui ont été commandés, est remis à la compagnie aérienne plus tard cette année-là.
La BUA employe 3 200 personnes.

### Accident
Au cours de ses dix années d'existence, BUA a subi 3 accidents dont un mortel.
L'accident mortel est l'écrasement du vol 1030X le 14 avril 1965. l'avion, de la BUA (Channel Islands), un Douglas C-47B-20-DK (immatriculation : G-ANTB) assurait un vol international régulier de passagers entre Paris Orly et Jersey. Malgré la détérioration des conditions météorologiques à l'aéroport de Jersey, l'équipage a décidé de poursuivre son approche de la piste 27. Cette approche a été abandonnée parce que la portée visuelle de piste est tombée sous les minima. Lorsque l'aéronef a effectué une deuxième approche, il a heurté le pôle le plus à l'extérieur du système de feux d'approche, cela a provoqué l'écrasement de l'avion sur les feux d'approche et il a pris feu, ce qui a tué 26 des 27 occupants (trois membres d'équipage sur quatre et les 23 passagers).